# Phytoliriomyza pallidicentralis
Phytoliriomyza pallidicentralis är en tvåvingeart som beskrevs av Malloch 1927. Phytoliriomyza pallidicentralis ingår i släktet Phytoliriomyza och familjen minerarflugor. Inga underarter finns listade i Catalogue of Life.